# Dasyhelea hamardabani
Dasyhelea hamardabani är en tvåvingeart som beskrevs av Remm 1972. Dasyhelea hamardabani ingår i släktet Dasyhelea och familjen svidknott. Inga underarter finns listade i Catalogue of Life.